# Terra Natura
Terra Natura S.A. est une entreprise espagnole fondée par le groupe textile Colortex, mais aujourd'hui propriété du groupe Fuertes,, qui gère plusieurs parcs thématiques en Espagne :
- Terra Natura Murcia, parc zoologique et thématique situé à Murcie, dans la région de Murcie et Aqua Natura Murcie, parc aquatique situé sur le même site.
- Terra Natura Benidorm, un parc zoologique à Benidorm.

Elle gérait aussi le Safari Park Vergel, parc zoologique situé à Vergel (Alicante), aujourd'hui fermé.